# Uruguay op het wereldkampioenschap voetbal 1930

Het Uruguayaans voetbalelftal in 1930.

Uruguay was een van de deelnemende landen aan het eerste WK voetbal in eigen land. Het was de eerste deelname voor het land. Uruguay werd wereldkampioen door buurland Argentinië in de finale 4-2 te verslaan.

## Kwalificatie
Voor het eerste WK mocht elk land deelnemen, er was geen kwalificatie. De FIFA nodigde de landen uit. Uruguay was het gastland.

## Toernooi

### Groep 3
| Team     | Gsp. | W | G | V | GV | GA | DS | Ptn. |
| -------- | ---- | - | - | - | -- | -- | -- | ---- |
| Uruguay  | 2    | 2 | 0 | 0 | 5  | 0  | +5 | 4    |
| Roemenië | 2    | 1 | 0 | 1 | 3  | 5  | +2 | 2    |
| Peru     | 2    | 0 | 0 | 2 | 1  | 4  | –3 | 0    |

|                                                |            |                  |      |                                                                                              |
| 18 juli 1930 «onderlinge duels» 14:30 UTC−3:30 | Uruguay    | 1 – 0            | Peru | Estadio Centenario, Montevideo Toeschouwers: ~70.000 Scheidsrechter: John Langenus ( België) |
| 18 juli 1930 «onderlinge duels» 14:30 UTC−3:30 | Castro 65' | Wedstrijdverslag |      | Estadio Centenario, Montevideo Toeschouwers: ~70.000 Scheidsrechter: John Langenus ( België) |

|                                                |                                           |                  |          |                                                                                               |
| 21 juli 1930 «onderlinge duels» 14:50 UTC−3:30 | Uruguay                                   | 4 – 0            | Roemenië | Estadio Centenario, Montevideo Toeschouwers: ~80.000 Scheidsrechter: Almeida Rêgo ( Brazilië) |
| 21 juli 1930 «onderlinge duels» 14:50 UTC−3:30 | Dorado 7' Scarone 26' Anselmo 31' Cea 35' | Wedstrijdverslag |          | Estadio Centenario, Montevideo Toeschouwers: ~80.000 Scheidsrechter: Almeida Rêgo ( Brazilië) |

Uruguay kwam tijdens het toernooi laat in actie, omdat het Estadio Centenario bij het begin van het toernooi nog niet af was, waardoor de wedstrijden van het thuisland met 5 dagen werden verschoven. Uruguay won al zijn groepswedstrijden.

### Halve finale
|                                                |                                             |                  |             |                                                                                               |
| 27 juli 1930 «onderlinge duels» 14:45 UTC−3:30 | Uruguay                                     | 6 – 1            | Joegoslavië | Estadio Centenario, Montevideo Toeschouwers: ~80.000 Scheidsrechter: Almeida Rêgo ( Brazilië) |
| 27 juli 1930 «onderlinge duels» 14:45 UTC−3:30 | Cea 18' 67' 72' Anselmo 20' 31' Iriarte 61' | Wedstrijdverslag | 4' Sekulić  | Estadio Centenario, Montevideo Toeschouwers: ~80.000 Scheidsrechter: Almeida Rêgo ( Brazilië) |

### Finale
Voordat de finale daadwerkelijk begon hadden er verschillende voorvallen plaatsgevonden, die een schaduw over de finale dreigden te werpen.
Allereerst waren er doodsbedreigingen geuit jegens Argentijnse spelers en de scheidsrechter. Voor de finale was de Belgische scheidsrechter Langenus aangesteld, die – nadat hij over die bedreigingen gehoord had – bij de organisatie bedong dat er indien nodig een vluchtroute beschikbaar was naar het schip waarmee hij het land zou kunnen ontvluchten.
Een tweede probleem meldde zich vlak voor de aftrap van de wedstrijd aan. Beide teams stonden erop, dat tijdens de finale gespeeld zou worden met de bal van hun keuze. Na overleg met de arbiter – in samenspraak met de FIFA - werd voor een tussenoplossing gezorgd: tijdens de eerste helft zou er met de Argentijnse bal gespeeld worden en in de tweede helft met de Uruguayaanse bal. Uiteindelijk werd gastland Uruguay de eerste wereldkampioen.
|                                                |                                           |                  |                          |                                                                                             |
| 30 juli 1930 «onderlinge duels» 15:30 UTC−3:30 | Uruguay                                   | 4 – 2            | Argentinië               | Estadio Centenario, Montevideo Toeschouwers: 68.346 Scheidsrechter: John Langenus ( België) |
| 30 juli 1930 «onderlinge duels» 15:30 UTC−3:30 | Dorado 12' Cea 57' Iriarte 68' Castro 89' | Wedstrijdverslag | 20' Peucelle 37' Stábile | Estadio Centenario, Montevideo Toeschouwers: 68.346 Scheidsrechter: John Langenus ( België) |

| 1930 Wereldkampioen  |
| -------------------- |
|                      |
| URUGUAY Eerste titel |

AUF · A-internationals · Selecties · Bondscoaches · Uruguayaans vrouwenelftal · Olympisch elftal · Uruguay U21 · Uruguay U20 · Uruguay U19 · Uruguay U18 · Uruguay U17
1900 – 1909 ·
1910 – 1919 ·
1920 – 1929 ·
1930 – 1939 ·
1940 – 1949 ·
1950 – 1959 ·
1960 – 1969 ·
1970 – 1979 ·
1980 – 1989 ·
1990 – 1999 ·
2000 – 2009 ·
2010 – 2019 ·
2020 – 2029
WK 1930 · 
WK 1950 · 
WK 1954 · 
WK 1962 · 
WK 1966 · 
WK 1970 ·
WK 1974 · 
WK 1986 · 
WK 1990 · 
WK 2002 · 
WK 2010 · 
WK 2014 · 
WK 2018
OS 1924 · 
OS 1928 ·
OS 2012
1902 · 
1903 · 
1904 · 
1905 · 
1906 · 
1907 · 
1908 · 
1909 ·
1910 · 
1911 · 
1912 · 
1913 · 
1914 · 
1915 · 
1916 · 
1917 · 
1918 · 
1919 ·
1920 · 
1921 · 
1922 · 
1923 · 
1924 · 
1925 · 
1926 · 
1927 · 
1928 · 
1929 ·
1930 · 
1931 · 
1932 · 
1933 · 
1934 · 
1935 · 
1936 · 
1937 · 
1938 · 
1939 ·
1940 · 
1941 · 
1942 · 
1943 · 
1944 · 
1945 · 
1946 · 
1947 · 
1948 · 
1949 ·
1950 · 
1951 · 
1952 · 
1953 · 
1954 · 
1955 · 
1956 · 
1957 · 
1958 · 
1959 ·
1960 · 
1961 · 
1962 · 
1963 · 
1964 · 
1965 · 
1966 · 
1967 · 
1968 · 
1969 ·
1970 · 
1971 · 
1972 · 
1973 · 
1974 · 
1975 · 
1976 · 
1977 · 
1978 · 
1979 ·
1980 · 
1981 · 
1982 · 
1983 · 
1984 · 
1985 · 
1986 · 
1987 · 
1988 · 
1989 ·
1990 ·
1991 · 
1992 · 
1993 · 
1994 · 
1995 · 
1996 · 
1997 · 
1998 · 
1999 · 
2000 · 
2001 · 
2002 · 
2003 · 
2004 · 
2005 · 
2006 · 
2007 · 
2008 · 
2009 · 
2010 · 
2011 · 
2012 · 
2013 · 
2014 · 
2015 · 
2016 ·
2017 ·
2018 ·
2019 ·
2020 ·
2021 ·
2022 ·
2023 ·
2024
Algerije ·
Angola ·
Argentinië ·
Australië ·
België ·
Bolivia ·
Brazilië ·
Bulgarije ·
Canada ·
Chili ·
China ·
Colombia ·
Costa Rica ·
Cuba ·
DDR ·
Denemarken ·
Duitsland ·
Ecuador ·
Egypte ·
Engeland ·
Estland ·
 Finland ·
Frankrijk ·
Georgië ·
Ghana ·
Guatemala ·
Haïti ·
Honduras ·
Hongarije ·
Ierland ·
India ·
Indonesië ·
Irak ·
Iran ·
Israël ·
Italië ·
Ivoorkust ·
Jamaica ·
Japan ·
Joegoslavië ·
Jordanië ·
Libië ·
Luxemburg ·
Maleisië ·
Mexico ·
Marokko ·
Nederland ·
Nicaragua ·
Nieuw-Zeeland ·
Nigeria ·
Noord-Ierland ·
Noorwegen ·
Oekraïne ·
Oezbekistan ·
Oman ·
Oostenrijk ·
Panama ·
Paraguay ·
Peru ·
Polen ·
Portugal ·
Roemenië ·
Rusland ·
Saarland ·
Saoedi-Arabië ·
Schotland ·
Senegal ·
Servië & Montenegro ·
Singapore ·
Slovenië ·
Sovjet-Unie ·
Spanje ·
Tahiti ·
Thailand ·
Trinidad en Tobago · 
Tsjechië ·
Tsjecho-Slowakije ·
Tunesië · 
Turkije ·
Venezuela ·
Verenigde Arabische Emiraten ·
Verenigde Staten ·
Wales ·
Zuid-Afrika ·
Zuid-Korea ·
Zweden ·
Zwitserland
Argentinië (1986) ·
België (1990) ·
Brazilië (1950) · 
Colombia (2014) ·
Costa Rica (2014) ·
Denemarken (1986) ·
Denemarken (2002) ·
Duitsland (2010) ·
Egypte (2018) ·
Engeland (2014) ·
Frankrijk (2002) ·
Frankrijk (2010) ·
Frankrijk (2018) ·
Ghana (2010) ·
Italië (1990) ·
Italië (2014) ·
Mexico (2010) ·
Nederland (1974) ·
Nederland (2010) ·
Portugal (2018) ·
Rusland (2018) ·
Saoedi-Arabië (2018) ·
Schotland (1986) ·
Senegal (2002) ·
Spanje (1990) ·
West-Duitsland (1986) ·
Zuid-Afrika (2010) ·
Zuid-Korea (1990) ·
Zuid-Korea (2010)